# Helikopterraub von Västberga

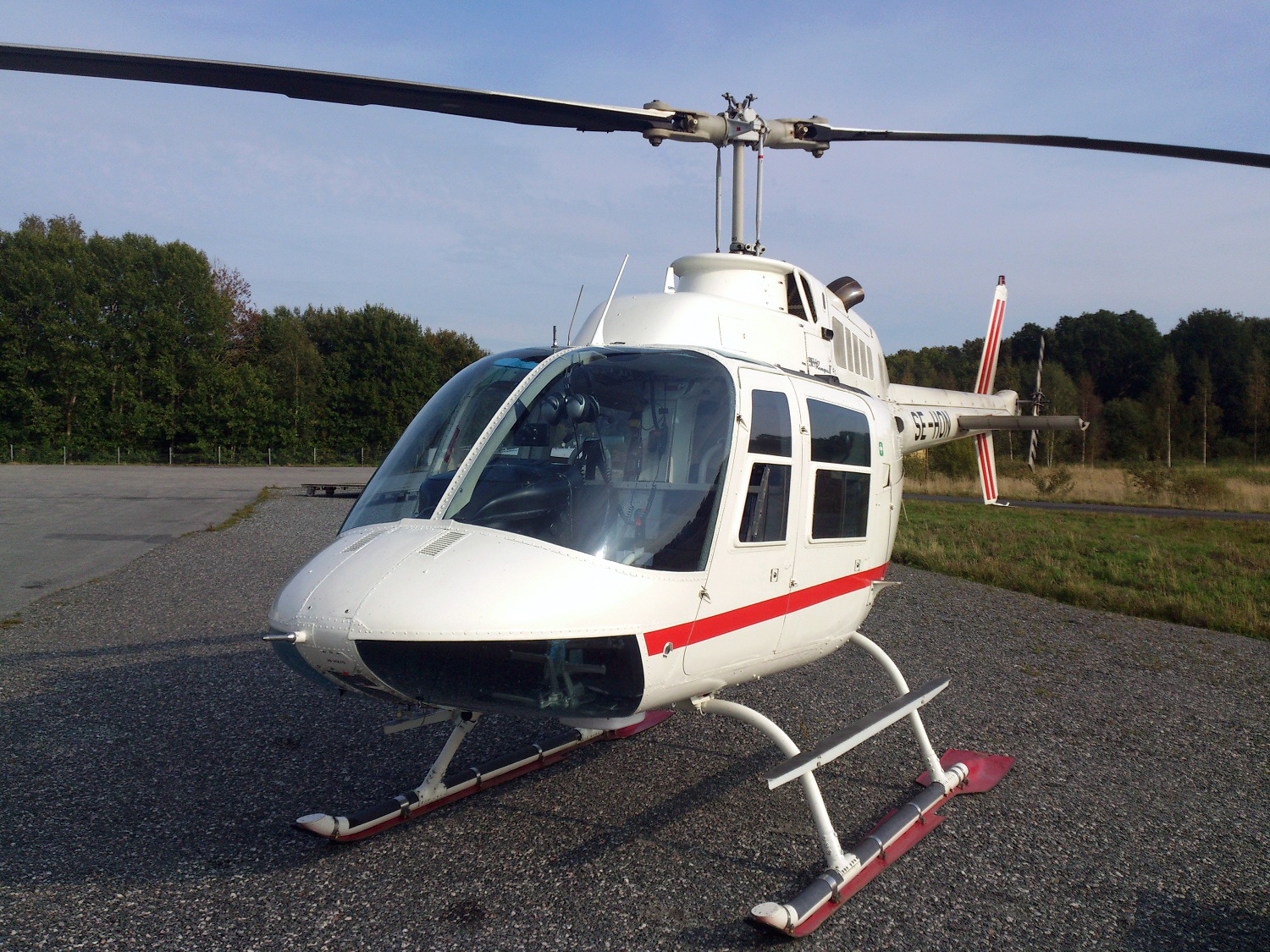
Der bei dem Raub benutzte Hubschrauber vom Typ Bell 206 JetRanger

Als Helikopterraub von Västberga (schwedisch: Helikopterrånet i Västberga) wird ein am 23. September 2009 mittels eines Hubschraubers verübter Raubüberfall auf ein Gelddepot in Västberga, einem Vorort der schwedischen Hauptstadt Stockholm, bezeichnet. Er wird als spektakulärster Raub der schwedischen Geschichte bezeichnet. Die Täter erbeuteten dabei 39 Millionen schwedische Kronen, umgerechnet etwa 4,1 Millionen Euro.

## Ablauf des Überfalls

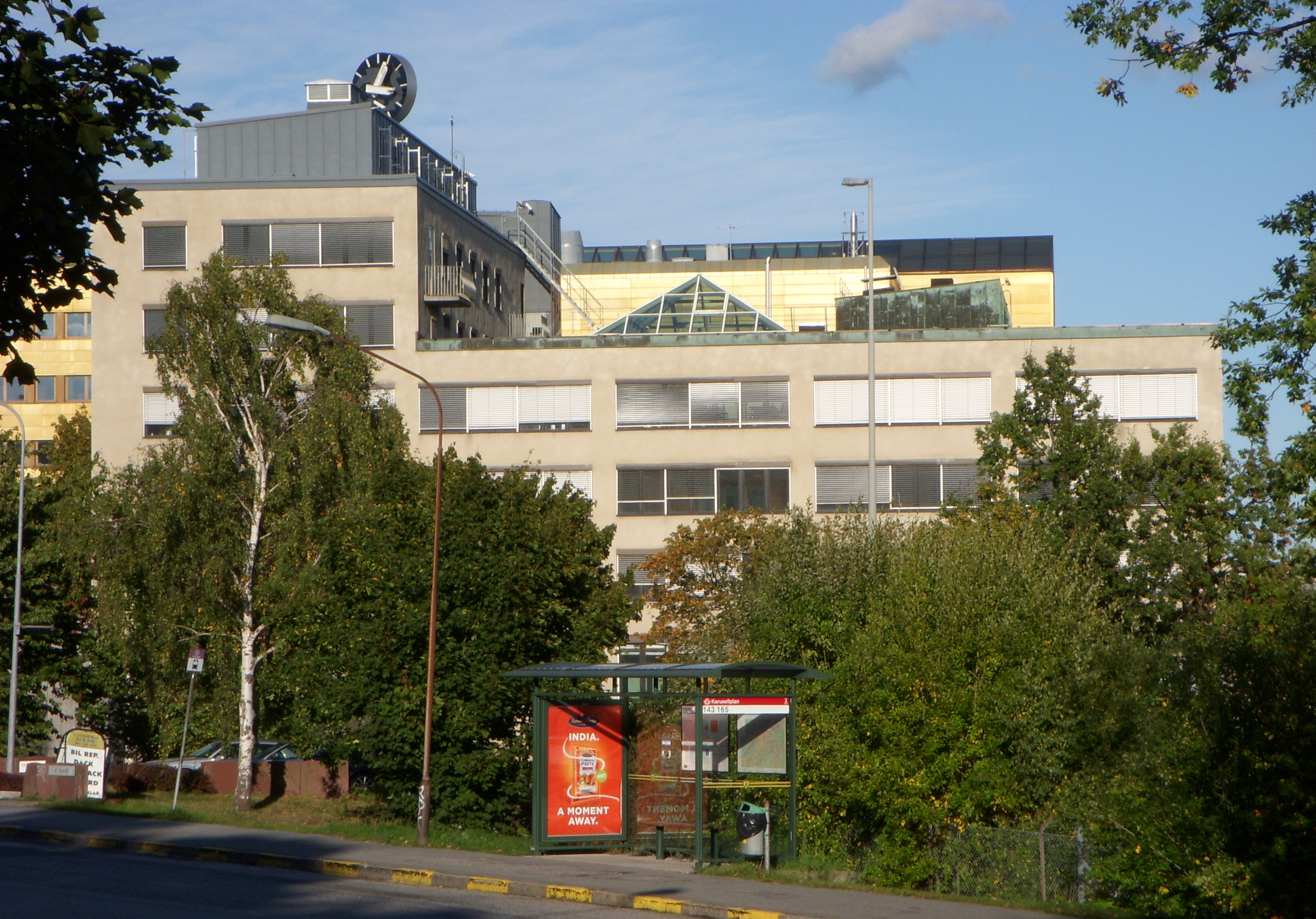
Gelddepot von G4S in Västberga

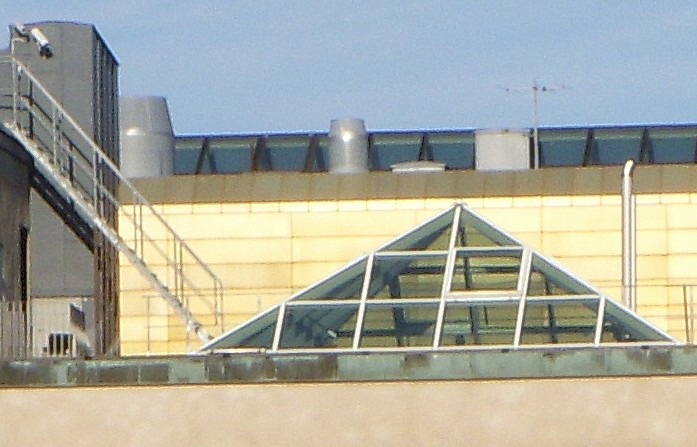
Dachfenster, durch die die Täter in das Gebäude eingedrungen sind

Die Täter stahlen nördlich von Stockholm einen Hubschrauber vom Typ Bell 206 JetRanger. Einer der Täter, ein 34-jähriger Pilot und Fernsehproduzent, landete diesen um 5:15 Uhr auf dem Dach eines Gelddepots des Sicherheitsunternehmens G4S in Västberga. Drei weitere Täter drangen u. a. mit Sturmgewehren bewaffnet über das Dach in das Depot ein. Dabei sprengten sie mehrere Türen auf. Mehrere mit Geldscheinen gefüllte Säcke wurden in den Hubschrauber verladen, den Tätern gelang um 5:35 Uhr mit dem Hubschrauber die Flucht. Es gab keine Verletzten. Erste Polizeikräfte waren bereits um 5:25 Uhr eingetroffen, die Polizei entschied sich aber aufgrund der Bewaffnung der Täter, das Eintreffen von Spezialeinheiten abzuwarten und zunächst nicht zuzugreifen.
Ausfallstraßen wurden von den Tätern mit Krähenfüßen präpariert, um die Verfolgung durch die Polizei zu erschweren.
Am Hangar eines in der Nähe auf der Insel Värmdö stationierten Polizeihubschraubers waren von den Tätern Bombenattrappen hinterlegt worden, wodurch der Einsatz dieses Hubschraubers verhindert wurde. Daher musste ein Polizeihubschrauber aus dem ca. 400 km entfernen Göteborg angefordert werden. Um 8:15 Uhr wurde der bei der Tat verwendete Hubschrauber nördlich von Stockholm in Arninge in der Nähe von Skavlöten verlassen aufgefunden.

## Kritik an der Polizei
In den Medien wurde der Einsatz der schwedischen Polizei während des Raubes teils heftig kritisiert. So schrieb die schwedische Boulevardzeitung Aftonbladet, es sei „einfach nur peinlich, wenn Kriminelle die Polizei mit einem Trick wie aus Kinder-Krimis austricksen können“.
Bekannt wurde, dass bereits im Jahr 2008 der Polizeichef der Provinz Dalarna den improvisierten Hangar ob seiner Sicherheitsmängel, insbesondere der fehlenden Bewachung, scharf kritisiert hatte. Entsprechende Mängel wurden nach dem Raub seitens der Bundespolizei eingeräumt.
Der serbische Geheimdienst BIA soll die schwedischen Behörden bereits Anfang August vor dem geplanten Überfall gewarnt haben, diese Warnung sei aber nicht ernst genommen worden. Der serbische Innenminister Ivica Dačić habe einer serbischen Zeitung den „rechtzeitigen“ Informationsaustausch bestätigt.

## Ermittlungen und Prozess
Das Unternehmen G4S setzte als Belohnung für Hinweise zur Ergreifung der Täter sieben Millionen Kronen aus, umgerechnet rund 685.000 Euro. Eine Woche nach dem Raub nahm die Polizei mehrere Personen fest. Wie die Polizei betonte, sei dies aber nicht auf Grund von Hinweisen, sondern durch eigene Ermittlungsarbeit geschehen.
Im Oktober 2010 wurden sieben Täter in erster Instanz zu teils mehrjährigen Freiheitsstrafen verurteilt: Der Pilot sowie einer der unmittelbar am Raub beteiligten Täter zu jeweils sieben Jahren Haft, drei Mitorganisatoren der Tat zu fünf bzw. drei Jahren. Zwei Personen wurden wegen Strafvereitelung durch Abgabe eines falschen Alibis zu zwei Jahren Gefängnis verurteilt. Drei Angeklagte wurden freigesprochen.
In zweiter Instanz wurden durch das Landgericht in Stockholm u. a. die Strafen für den Piloten sowie den unmittelbar beteiligten Räuber auf acht Jahre erhöht.

## Folgen für den schwedischen Zahlungsverkehr
In den Tagen nach dem Raub befürchtete der schwedische Handelsverband, dass die Bargeldversorgung mangels ausreichender Reserven gefährdet sein könnte. Dies wurde von G4S zurückgewiesen.
Der Helikopterraub von Västberga wird als einer der Gründe für die diskutierte Abschaffung des Bargeldes in Schweden angeführt.

## Rezeption
- In internationalen Medien wird der Helikopterraub als „spektakulärster Raub“[21][22][23] bzw. „spektakulärster Kriminalfall“[24] der schwedischen Geschichte bezeichnet.
- Das Time Magazine listete 2010 den Helikopterraub auf Platz 10 der „unverschämtesten Raubüberfälle aller Zeiten“.[25]
- In einer wissenschaftlichen Veröffentlichung der Sandia National Laboratories zum Thema „Der perfekte Raubüberfall“ im Auftrag der US-Regierung wird der Helikopterraub von Västberga unter Nennung entsprechender Literatur zu den „meist berüchtigten Raubüberfällen“ gezählt. Er stellt demnach ein Paradebeispiel für Sicherheitsmängel dar.[26]
- Der schwedische öffentlich-rechtliche Fernsehsender SVT zeigte 2017 eine sechsteilige Dokumentation Helikopterrånet.
- Der schwedische Autor Jonas Bonnier interviewte einige der Täter sowie andere beteiligte Personen. Auf Grundlage dieser Informationen schrieb er den semifiktiven Roman Helikopterrånet. Die Rechte hieran wurden in 29 Länder verkauft[27], in Deutschland erschien das Werk unter dem Titel Der Helicopter Coup – Die Millionen Beute im Piper Verlag.[28][29]
- Die Filmrechte des Romans wurden an den Streaming-Dienst Netflix verkauft. Unter dem Titel Der Helicopter Coup wurde die achtteilige Serie am 23. November 2024 auf Netflix veröffentlicht. Die Serie wurde nach einem Drehbuch von Jonas Bonnier und Steven Knight unter der Regie von Daniél Espinosa, Jonas Alexander Arnby und Anna Zackrisson verfilmt.[30] Die Hauptrolle Rami wird von Mahmut Suvakci dargestellt.[31]